# Der Elefant verschwindet
Der Elefant verschwindet ist ein Buch von Haruki Murakami.
Die Sammlung erschien ursprünglich 1993 auf Englisch bei Knopf als The Elephant Vanishes mit 17 Kurzgeschichten, die ursprünglich zwischen 1980 und 1991 in diversen japanischen Zeitschriften veröffentlicht wurden. Die japanische Fassung wurde 2005 durch Shinchōsha verlegt.
Im Berlin-Verlag erschien 1995 eine Übersetzung durch Nora Bierich von ausgewählten acht Kurzgeschichten als Der Elefant verschwindet, darunter auch die titelgebende Erzählung.

## Inhalt

### Der Aufziehvogel und die Dienstagsfrauen
Japanisch: Nejimakidori to Kayōbi no Onnatachi (ねじまき鳥と火曜日の女たち). In: Shinchō, 1/1986.
Während der arbeitslose Erzähler Spaghetti kocht, wird er von einer Frau angerufen, die kurz darauf wieder auflegt. Er reflektiert über seinen damalige Arbeit und seine Entscheidung zu kündigen. Nach einiger Zeit wird er wieder von derselben Frau angerufen, die ihm diesmal sexuelle Anspielungen macht. Der Erzähler legt auf, aber es klingelt daraufhin pausenlos. In der Zwischenzeit macht er sich auf die Suche nach seinem entwischten Kater, die er erfolglos abbricht. Unterdessen läutet das Telefon weiter, was ihn aber auch nicht mehr stört.

### Der Bäckereiüberfall/Der zweite Bäckereiüberfall
Japanisch: Pan-ya Shūgeki (パン屋再襲撃). In: Marie Claire (Japan), 8/1985.
Hauptartikel: Die Bäckereiüberfälle
Der Erzähler überfällt während seiner Studienzeit eine Bäckerei. Jahre später kommt er zusammen mit seiner Frau in eine ähnliche Situation.

### Schlaf
Japanisch: Nemuri (眠り). In: Bungakukai, 11/1989.
Die Geschichte ist aus Sicht einer weiblichen Ich-Erzählerin geschrieben. Zuerst leidet sie an chronischer Müdigkeit, dann verkehrt sich der Zustand in sein Gegenteil. Man erfährt, dass sie glücklich mit einem Zahnarzt verheiratet ist und mit ihm einen Sohn hat. Zudem ist sie stolz auf ihr eigenes Auto, einen alten Honda City. Aus dem Zustand der Schlaflosigkeit versucht sie sich zu befreien, indem sie nachts Tolstois Anna Karenina liest, dabei Schokolade isst und Rémy Martin trinkt. Sie erkennt plötzlich, dass ihr schlafender Sohn von den Gesichtszügen seinem Vater ähnelt und erkennt darin, dass er als Erwachsener die gleichen selbstgerechten Charakterzüge entwickeln wird. Von diesem Zeitpunkt an kann sie ihren Sohn nicht mehr aus vollem Herzen lieben. In einer Nacht fährt sie in ihrem Auto aus der Stadt hinaus. Auf einem Parkplatz nähern sich Schatten ihrem Auto, während dieses nicht mehr anspringt.

### Der Untergang des Römischen Reiches, der Indianeraufstand von 1881, Hitlers Einfall in Polen und die Sturmwelt
Japanisch: Rōma Teikoku no Hōkai, 1881-nen Indian Hōki, Hitler no Poland Shinnyū, Soshite Kyōfū Sekai (ローマ帝国の崩壊・一八八一年のインディアン蜂起・ヒットラーのポーランド侵入・そして強風世界 ~ Hittorā no Pōrando ~). In: Gekkan Kadokawa, 1/1986.
Der Ich-Erzähler führt Tagebuch und besitzt ein eigenwilliges System, um sich an persönliche Erlebnisse zu erinnern: Er bringt Eindrücke mit historischen Ereignissen in Verbindung. Die Windstille an einem Sonntag bringt er mit der Stimmung am Ende des Römischen Reiches in Verbindung. Das Klingeln des Telefons erinnert ihn an das Heulen der Indianer, im Film Sophie's Choice hat er in einer Szene den Einfall Hitlers in Polen gesehen. Am Ende der Erzählung klärt der Ich-Erzähler die Leser über sein bizarres Mnemosystem auf.

### Scheunenabbrennen
Japanisch: Naya o Yaku (納屋を焼く). In: Shinchō, 1/1983.
Auf einer Party, auf der Joints konsumiert werden, lernt der Ich-Erzähler einen Mann kennen, der behauptet, dass er Scheunen anzünde. Als der Erzähler ihn nach seinem Motiv fragt, sagt er, dass die Scheunen nur darauf warteten von ihm angezündet zu werden. Der Erzähler macht sich nun auf die Suche nach Scheunen in seinem Umkreis. Auch nach einem Jahr ist von ihnen keine abgebrannt.
Auf der Kurzgeschichte basiert der südkoreanische Film Burning (버닝).

### Frachtschiff nach China
Japanisch: Chūgoku Iki no Slow Boat (中国行きのスロウ・ボート ~ Surō Bōto). In: Umi, 4/1980.
Der Ich-Erzähler berichtet von seinen Erlebnissen mit Chinesen in Japan. Das erste Erlebnis spielt in den Jahren 1959/60, als er eine chinesische Schule in Japan besuchen muss und lernt, dass Chinesen wie Japaner sich nur in ihrer Individualität unterscheiden. In seiner Studentenzeit macht er die zweite Erfahrung, als er ein chinesisches Mädchen kennenlernt, das er versehentlich in die falsche Richtung der Yamanote-Bahn fahren lässt. Nachdem er sich bei ihr entschuldigt hat, meint sie, die Chinesen seien doch sowieso in Japan unerwünscht. Die dritte Erfahrung hat er schließlich mit einem Schulkameraden, der Enzyklopädien an chinesischstämmige Japaner verkauft.

### Der Elefant verschwindet
Japanisch: Zō no Shōmetsu (象の消滅). In: Bungakukai, 8/1985.
Aus einem Zoo bricht ein Elefant aus. Nach Diskussionen in der Presse um die bürokratische Zuständigkeit übernimmt schließlich die Stadt den Elefanten und baut für ihn ein Elefantenhaus. Als der Elefant ein zweites Mal entwischt, bemerkt der Ich-Erzähler, dass sich die Körperproportionen des Elefanten zu seinem Pfleger verschoben haben und der Elefant kleiner, der Pfleger hingegen größer geworden zu sein scheint. Nach einiger Zeit ist der Elefant schließlich kein Gesprächsthema mehr.

## Kritik
„Humorvoll-witzige Geschichten wie diese entsprechen wohl am besten Murakamis erzählerischem Talent, seinem lakonischen, leichtfüßigen Erzählduktus. Weniger überzeugend lesen sich die auf Tief- und Doppelsinn abzielenden, romantisch angehauchten Zeitgenossen-Stories wie etwa die vom "Aufziehvogel und den Dienstagsfrauen", die auf eher banale Gags angewiesen ist. Kurzweilig und gekonnt erzählt sind die Geschichten jedoch allemal, und ihr Unterhaltungswert ist nicht geringzuschätzen.“